# Assiri (gruppo etnico)
Gli assiri o siri o siriaci (in siriaco: ܐ݇ܣܘܪܝܝܐ, Sūryōyɛ) costituiscono un gruppo etnoreligioso originario del Medio Oriente, in particolare di Iraq, Siria, Turchia e Iran. In tempi più recenti molti di essi sono emigrati in Europa, Stati Uniti d'America, Canada, Australia, Germania, Svezia, Paesi Bassi e Svizzera.

## Nome

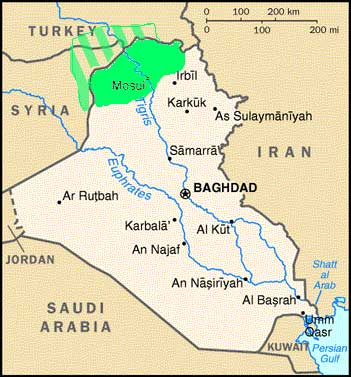
In verde è indicato la regione dove prevalentemente vivono gli assiri

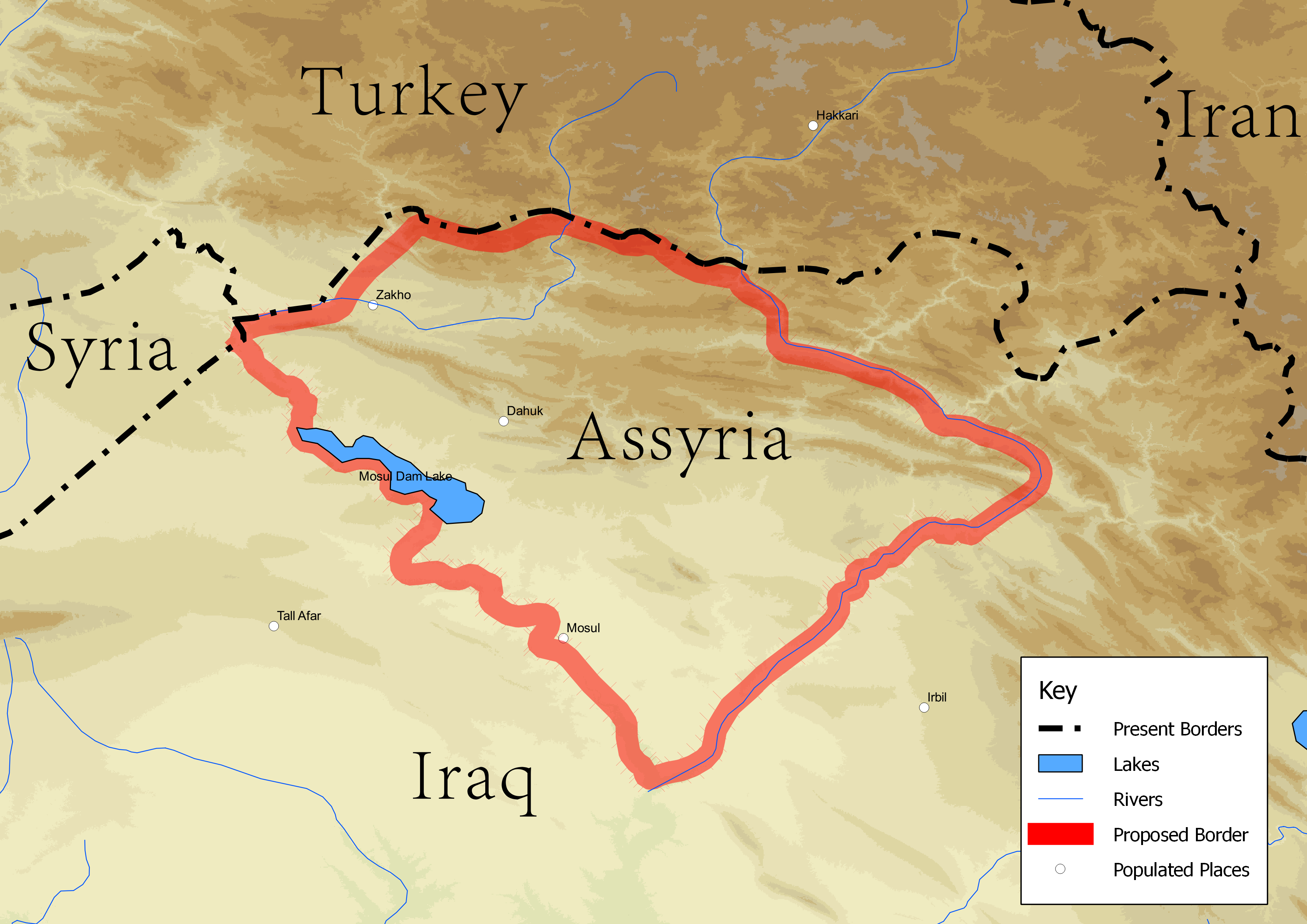
Il triangolo assiro: la patria degli assiri

La bandiera assira

La definizione di questo gruppo etnico ha posto problemi sin dall'antichità.
Già Erodoto scrive nelle sue Storie: «Costoro dai Greci son chiamati Siri, mentre dai barbari ebbero il nome di Assiri.» L'interpretazione che le due parole fossero equivalenti nell'antichità ha trovato sostenitori e contrari.
Oggi il termine Siria è riferito a uno stato del Medio Oriente, i cui abitanti si chiamano "siriani". Il termine Assiria invece è usato per il territorio storicamente abitato dagli antichi Assiri. Nondimeno, per quanto riguarda i termini "assiri", "siri" e "siriaci", anche oggi si accetta generalmente l'equivalenza che veniva accettata nell'antichità.
Si noti che non è facile definire l'appartenenza di singoli villaggi al gruppo etnico assiro sulla base del territorio (molto frammentato) ed è più facile definirla in base alla lingua. Da questo punto di vista, l'etnia assira coincide con la comunità che parla oggi i dialetti aramaici. La maggior parte dei siriaci definisce se stessi come Suryoye nella propria lingua.

## Storia
Si inizia a parlare di un gruppo etnico assiro a partire circa dal XII secolo a.C., con l'immigrazione in Siria degli Aramei provenienti dal deserto siro-arabico. Il loro popolamento iniziò a dare un carattere semitico al Paese.
Tale gruppo restò in seguito dominante in Siria, resistendo all'ellenizzazione dei Seleucidi (dal IV al I secolo a.C.) e mantenendo una propria fisionomia etnica e culturale anche di fronte alla conquista islamica della Siria (634-638).

## Lingua
La lingua parlata dagli assiri è il siriaco, conosciuto nella propria lingua come suryāyā, una lingua semitica appartenente al gruppo dell'aramaico orientale, che si è mantenuta sino ai giorni nostri in alcune località dell'alta Mesopotamia e della Siria occidentale, oltre che nell'uso liturgico. Essa viene scritta con un proprio alfabeto, varietà degli alfabeti aramaici. Tuttavia un buon numero di assiri parla un dialetto della lingua neo-aramaica, detto turoyo. Dal punto di vista linguistico, la lingua degli aramei era l'aramaico, che in epoca preislamica si diffuse su un'area vastissima, diventando la lingua parlata nelle regioni chiamate Siria e/o Assiria e in alcune regioni confinanti.

## Cultura

### Letteratura
Una grande letteratura di contenuto in grande prevalenza cristiano, che fiorì dal II al XIII secolo d.C., è stata scritta nella lingua siriaca classica. Nei dialetti moderni derivati dal siriaco classico, tale tradizione letteraria continua ai nostri giorni.

### Scienza
Alla cultura assira appartenne il famoso medico Yuḥannā Ibn Māsawayh, noto in Occidente come Mesuè il Vecchio (777-857), che diresse il maristan di Baghdad in epoca abbaside e che fu maestro di Ḥunayn b. Isḥāq, celebre medico anch'egli e apprezzato traduttore dal greco di opere di medicina.

### Musica
Agli albori della cristianità la musica veniva impiegata esclusivamente nelle celebrazioni liturgiche. Successivamente nacque un genere musicale i cui testi parlavano in special modo delle sofferenze e degli ideali della «gente siriaca». Studiosi e compositori presero spunto dalla musica sacra per creare poi un filone indipendente.
Nel 1962 un assiro di nome Chabo Bahé scrisse una canzone chiamata Grishlah Idi (traducibile come Mi prese la mano), che fu una sorta di nuova base per la musica contemporanea. In tutti modi gli esempi più validi vennero composti nell'attuale Siria; Kamichlié divenne famosa in tutto il mondo siriaco. La musica assira ha portato poi varie influenze in molti generi vicini.
I cantanti assiri più famosi oggigiorno sono: Gabriel Asaad, Habib Mousa, Ishak Ya'qub, Josef Özer e Jean Karat.
Il primo festival di musica aramaica è stato tenuto dal primo al 4 agosto 2008 in Libano.

## Religione
Gli assiri odierni si distinguono dal resto della popolazione semita della regione siro-mesopotamica, che ha acquisito la religione islamica e la lingua araba (nata ed elaborata in Giordania e bassa Mesopotamia) per l'aver mantenuto identità etnica e lingua assire, nonché il cristianesimo siriaco, praticato in tutta la regione prima che la maggior parte della popolazione si convertisse all'islam e adottasse la lingua araba. Prima ancora del cristianesimo, tutte le popolazioni della regione praticavano le religioni sumero-semitiche.
I popoli di cultura assira sono considerati fra i primi ad aver abbracciato il cristianesimo. Fin dall'inizio della sua espansione, il cristianesimo si diffuse in Siria, in particolare ad Antiochia, che divenne uno dei centri maggiori della cristianità. L'autorità del Patriarcato di Antiochia arrivò nel V secolo ad estendersi dall'isola di Cipro fino alla Persia incluse. La Chiesa antiochena subì però due scissioni:
- la scissione del nestorianesimo (adottato dalla Chiesa d'Oriente);
- dopo il concilio di Calcedonia (451) che condannò il monofisismo, la scissione di quella che viene chiamata Chiesa ortodossa siriaca, organizzata dall'arcivescovo Giacomo Baradeo.

I cristiani rimasti fedeli all'imperatore bizantino vennero da quel momento chiamati "melchiti".
Oggi gli assiri sono divisi in quattro chiese principali: 
1. Chiesa ortodossa siriaca (i fedeli di questa chiesa sono chiamati anche Giacobiti, da Giacomo Baradeo);
2. Chiesa cattolica siriaca, in comunione con Roma;
3. Chiesa assira d'Oriente;
4. Chiesa cattolica caldea, in comunione con Roma.

Le prime due professano il rito siriaco occidentale, mentre le altre due professano il rito siriaco orientale.

## Demografia
Le cinque comunità più importanti che compongono il popolo assiro sono:
1. Tyari
2. Tkhuma
3. Baz
4. Jilu
5. Nochiya

## Territorio
La loro patria, conosciuta in siriaco come Beth Nahrain (Mesopotamia), si trova negli odierni Iraq, Siria e Turchia, specificatamente nella piana di Ninive, nella regione siriana di al-Hasaka e nelle province turche di Hakkâri e Mardin (area di Tur Abdin). La maggiore comunità siriaca al mondo si trova nella città di Kamichlié, in Siria. Dopo il genocidio assiro, avvenuto nel secondo decennio del XX secolo, molti fuggirono ed emigrarono, dando così origine all'enorme diaspora assira.
Di seguito un elenco dei luoghi abitati storicamente dal popolo assiro:

### Iraq
Kurdistan iracheno
- Ankawa
- Araden
- Armota
- Badarash
- Bebadi
- Dawodiya
- Dehi
- Dooreh
- Faysh Khabur
- Zawita
- Zawita

Piana di Ninive
- Alqosh
- Armash
- Bahzani
- Bandwaya
- Bartella
- Bash-Kalah[12]
- Batnaya
- Karamlesh
- Merki
- Qaraqosh
- Tel Keppe
- Tesqopa

### Siria
Al-Hasaka
- Abu Tinah
- Al-Qahtaniyah
- Al-Khalidiyah
- Al-Kharitah
- Qaber Shamiyah
- Qasrok
- Qodchanis
- Tell Balouaah
- Tell Baz
- Tell Fuweidat Jazira
- Tell Hermez
- Tell Jemaah
- Tell Nasri
- Tell Shamiram
- Tell Talaah (Sara)
- Tell Tawil (Bnay Roumta)
- Umm al-Keif (Timar)

### Turchia
Hakkâri
- Barwari
- Baz
- Jilu
- Nochiya
- Qudchanis

Khabour
- Tkhuma

Tur Abdin
- Amnokiye[13]
- Urhaye
- Melke Mire

Tyari
- Ashitha
- Bnematha
- Geramon
- Kelaita
- Lakina
- Lizen
- Minianish
- Mnelgipa
- Nouhara
- Romta
- Sulbag
- Serspedo

### Iran
Azerbaigian Occidentale
- Urmia
- Margawar
- Salamas
- Tergawar

## Inno nazionale
L'inno nazionale degli assiri de facto è Rūmrāmā.